# Olympische Sommerspiele 1996/Teilnehmer (Mali)
| Gelbes Symbol für Goldmedaillen mit stilisierten Olympischen Ringen | Graues Symbol für Silbermedaillen mit stilisierten Olympischen Ringen | Braundes Symbol für Bronzemedaillen mit stilisierten Olympischen Ringen |
| ------------------------------------------------------------------- | --------------------------------------------------------------------- | ----------------------------------------------------------------------- |
| —                                                                   | —                                                                     | —                                                                       |

Mali nahm an den Olympischen Sommerspielen 1996 in Atlanta, USA, mit einer Delegation von drei Sportlern (ein Mann und zwei Frauen) teil.

## Teilnehmer nach Sportarten

### Leichtathletik
- Ousmane Diarra
100 Meter: Viertelfinale
200 Meter: Vorläufe

- Aminata Camara
Frauen, 100 Meter Hürden: Vorläufe

- Oumou Traoré
Frauen, Diskuswerfen: 39. Platz in der Qualifikation